# 25 الجبار
25 جبار (بالإنجليزية: 25 Orionis)‏ أو 25 أوريون، معروف بتسميات باير ( Psi1 Orionis Ψ1 Orionis Ψ1 ) هو نجم الخامس قدرا في كوكبة الجبار - الجوزاء قديما. دراسة الكينماتيكا له تبين انه عضو في المجموعة الفرعية لبمتكونة من 200 نجم من النسق الأساسي في تجمع يعرف باسم 25 Orionis .

## خصائص
يشبه نجم بلييوني في عنقود الثريا المفتوح، 25 الجبار هو نجم مع قرص نجمي دوار غازي ونوعه خاص ويسمى «نجوم بي» تعني انه نجم غريب مع قرص إستوائي غازي متكون من مواد مقذوفة ومنبعثة من النجم. واستنادًا إلى قاعدة البيانات سيمباد الفلكية فتصنيفه الطيفي B1Vpe .
25 جبار له محور دوار سريع بسرعة دوران 316 كم / ثانية، له نصف قطر 6 R☉ مع كتلة تزيد عن 10 مرات عن الشمس، النجم يدور حول محوره مرة كل 23 ساعة، ومن المتوقع أنه سينفجر على شكل مستعر اعظم .